# Kultura Dżarmo

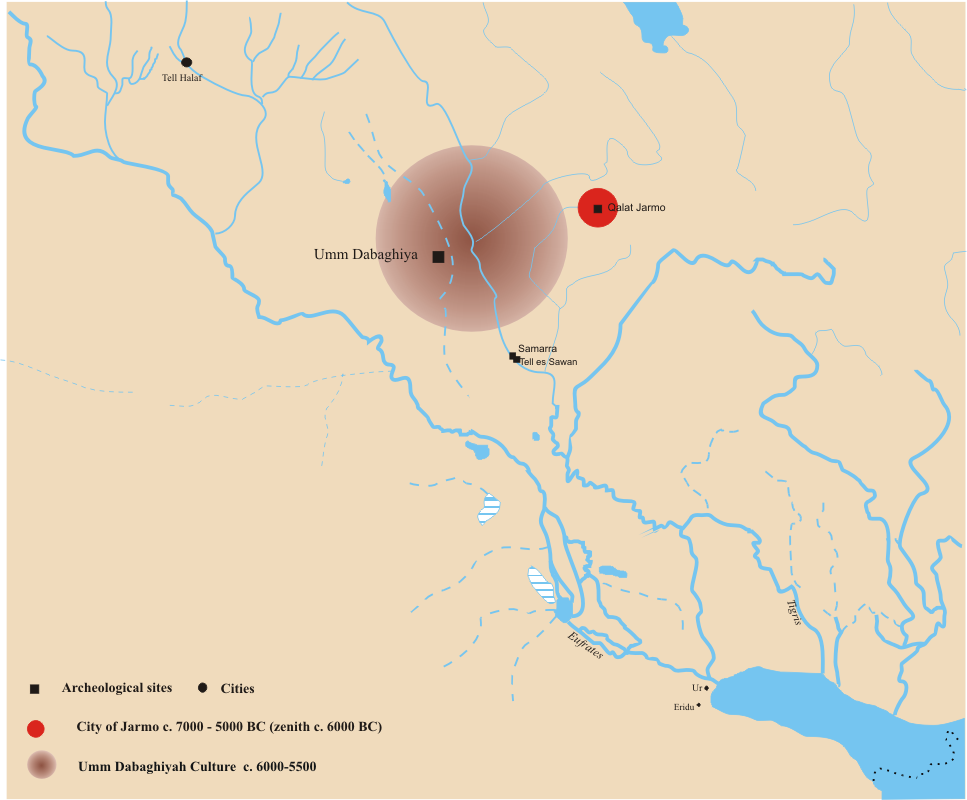
Lokalizacja kultury Dżarmo (na czerwono)

Kultura Dżarmo – wczesnoneolityczna kultura archeologiczna odkryta w północnej Mezopotamii w 1948 roku przez Roberta Johna Braidwooda. 

## Lokalizacja
Kultura Dżarmo obejmowała swoim zasięgiem obszar 12–16 tys. m² na wschód od Kirkuk (50 km na wschód od miasta) na stokach Zagrosu na wysokości około 800 m n.p.m. Jej granice zakreślały rzeki Mały Zab od północy i Dijala od południa.

## Badania archeologiczne
Kultura Dżarmo zbadana została w połowie XX wieku przez ekspedycję pod kierunkiem Roberta Johna Braidwooda. W dwunastu warstwach, z których najstarsza datowana jest na VII tysiąclecie p.n.e., odkryto pozostałości osad, składających się z domostw z glinianych cegieł zbudowanych na kamiennych fundamentach i zamykanych drewnianymi drzwiami. Ich liczba na poszczególnych poziomach sięgała 20–23. Szacuje się, że mieszkało w nich około 150–200 osób, które uprawiały soczewicę i jęczmień, a także zajmowały się zbieractwem, myślistwem i hodowlą, o czym świadczą odnalezione kości dzikich (niedźwiedź, leopard, jeleń) i udomowionych (koza, owca, onager, kor) zwierząt. Kultura pod względem rozwoju cywilizacyjnego stanowiła ogniwo pomiędzy dwoma etapami: okresu osad, gdzie głównym elementem wytwórczym było rolnictwo, a okresem osad, w których w większym stopniu obok rolnictwa rozwinęło się garncarstwo lub hodowla.
Na obszarze kultury Dżarmo nie znaleziono naczyń glinianych, co sugeruje, że nie znali garncarstwa. Kamienne narzędzia różnią się od narzędzi zachodniej kultury natufijskiej, a znalezione pozostałości wyrobów z obsydianu wykazują związki kultury Dżarmo z kulturami Anatolii. O przenikaniu i wpływach pozostałych kultur bliskowschodnich na kulturę Dżarmo świadczą odkryte na obszarze objętym jej zasięgiem posążki bogini-matki, co może świadczyć o początkującym stadium rozwoju religii w społeczeństwie Dżarmo, zaś nowym elementem niewykrytym w kulturach sąsiadujących z Dżarmo są figurki psów i kotów, co nasuwa przypuszczenia o udomowieniu tych zwierząt.